# ミンスク・アリーナ
ミンスク・アリーナはベラルーシのミンスクにあるアリーナ。2009年12月30日に完成。

## 概要
ベラルーシの大統領であるアレクサンドル・ルカシェンコが建設を主導。最大15000人収容のメインアリーナとスピードスケートリンク、自転車競技場の3つから成り立っている。2010年と18年開催のジュニア・ユーロビジョン・ソング・コンテスト、2012年の世界ジュニアフィギュアスケート選手権、2013年開催のUCIトラック世界選手権、2014年アイスホッケー世界選手権（5月9日 - 5月25日）の主会場に使用されている。2010年には第2回KHLオールスターゲームが開催された。